# Лінія Мовіуса

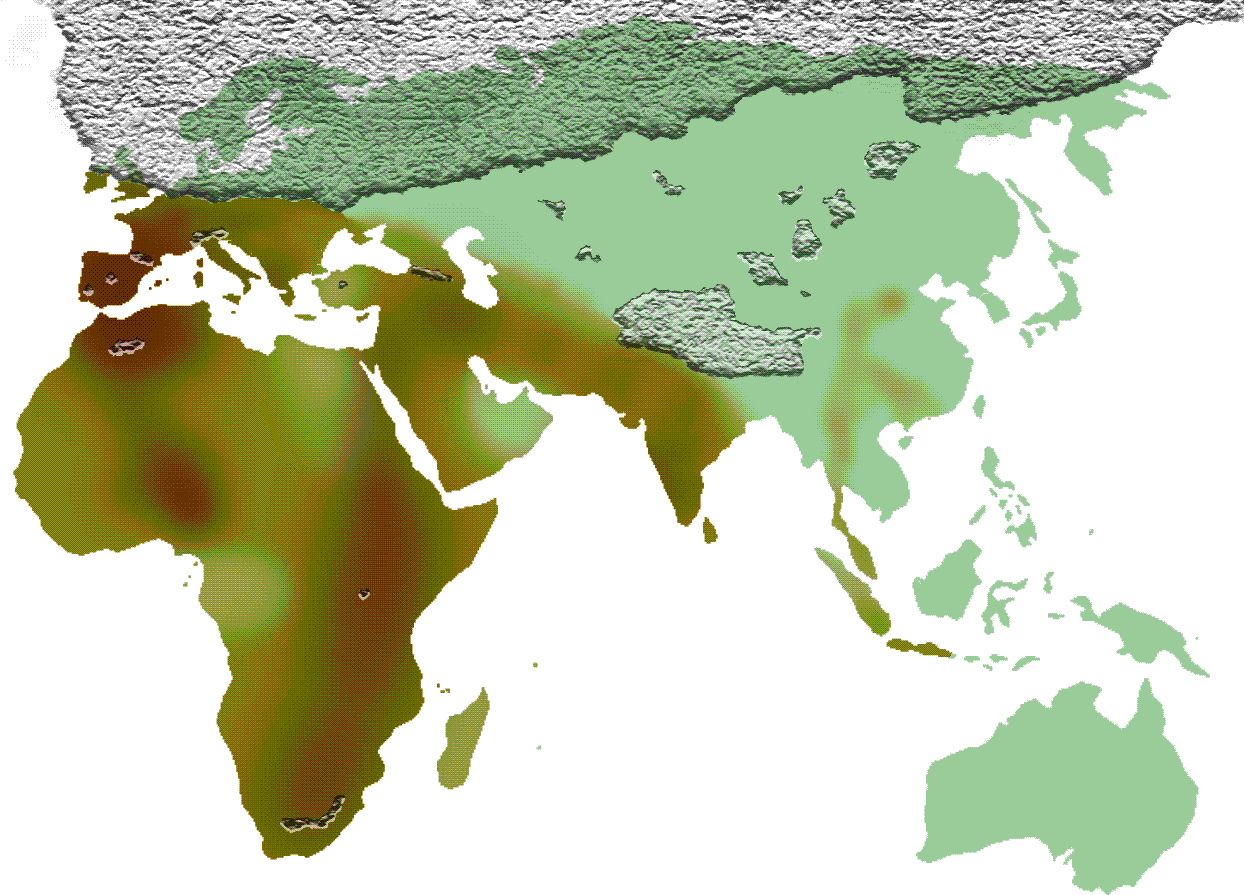

Лінія Мовіуса — уявна лінія, що проходить через північну Індію і демонструє технологічну різницю між доісторичними знаряддями праці на заході і сході Старого світу . Запропонована у 1948 році американським дослідником і археологом, спеціалістом з палеолітичної археології Халламом Мовіусом (1907–1987).

## Передумови
1.8 млн років тому Homo erectus (людина прямоходяча) переступила за межі Африки. Homo erectus — перший представник роду Hominid, що мав будову тіла, подібну до будови тіла сучасної людини: довгі ноги, здатні до прямоходіння, короткі руки із спритними пальцями, плоске лице і великий мозок. Ці особливості з'являлися у процесі еволюції, тому Африку Homo erectus покинув, перебуваючи на нижчому щаблі розвитку.
Спочатку знаряддя праці людей прямоходячих були досить примітивними і утворювалися за допомогою ударів каміння один об другий. В результаті з'являлися гострі уламки, придатні для різання речей. Ця система кількох «розвинених» інструментів є перехідною між олдувайською і ашельською культурами виготовлення інструментів.
Ашельські рубила з'явилися близько 1,7 млн років тому. Вони були двосторонніми, симетричними і, відповідно, мали ширший діапазон застосування. Ці інструменти швидко поширилися по світу завдяки Homo erectus, проте, у Східній Азії їх не було знайдено протягом досить довгого часу. Це наштовхнула Х. Мовіуса на висунення гіпотези про початок окремого східного та західного способів виготовлення знарядь праці.

## Характеристика
Проаналізувавши географію знахідок, Мовіус помітив, що кістки архантропа часто знаходять разом з оббитими кам'яними знаряддями нових типів, названих «ашельськими рубилами» за місце знаходження — містечком Сент-Ашель у Франції. Проаналізувавши географію знахідок, Мовіус прослідкував, що ашельські рубила були поширені у Африці, Європі та південно-західній Азії, тоді як у східній чи південно-східній Азії не було знайдено жодного. Це відкриття дозволило вченому провести лінію на карті, яка відбивала початок окремих західної та східної технології виготовлення знарядь праці. Проте, потрібно врахувати і географічні особливості територій, розділених лінією Мовіуса. Так, західні регіони придатні для виготовлення рубил, то там багато покладів каміння, тоді, як на сході каміння є рідкістю, тому часто бамбук використовувався як альтернатива. Відповідно, архантропи, які кочували із заходу, поступово змінювали свої знаряддя праці на бамбукові через побутові проблеми та потреби.
Викопні дані свідчать про відмінності у еволюційному розвитку людей, які використовували різні типи інструментів по обидва боки Мовіусової лінію. Так, Homo ergaster зеволюціювали в Homo erectus лише після того, як досягли східної Азії. Тому, лінія Мовіуса розкриває ще одну відмінність між західним і східним світом — генетичну.

## Актуальність
Сучасні дослідження виявили залишки великих кам'яних рубил у Китаї та Кореї. Це зумовило дискусію щодо актуальності та наукової цінності Лінії Мовіуса. Більшість науковців вважає, що гіпотеза Мовіуса має право на існування, оскільки викриває значну відмінність між технологією обробки каменю ранніх гомінідів в східній Азії та зразками, знайденими у Африці та західної Євразії. Кількість рубил, знайдених на схід від Лінії Мовіуса, значно менше, ніж число знахідок з багатьох стоянок в Африці та західній Євразії. Азійські рубила були товщими, а це вказує на те, що ними працювали односторонньо, не використовуючи, як сокиру ашельського типу.